# Stanford Ovshinsky

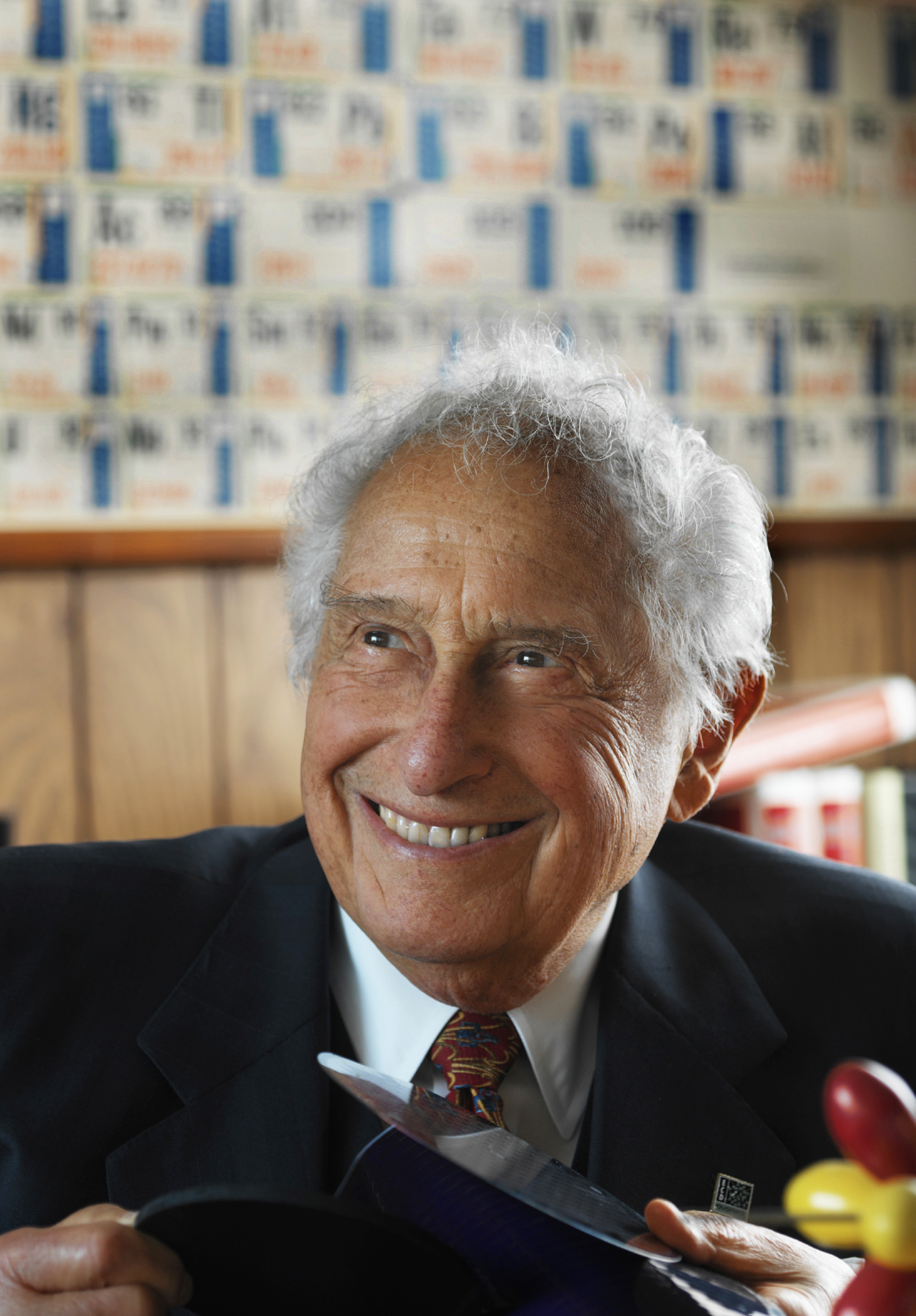
Stanford Ovshinsky (2005)

Stanford Robert Ovshinsky (* 24. November 1922 in Akron; † 17. Oktober 2012 in Bloomfield Hills) war ein US-amerikanischer Erfinder mit über 200 US-Patenten (2000) unter anderem aus den Bereichen Solarzellen, Batterien und Speichermedien.

## Leben
Ovshinsky war der Sohn jüdischer Immigranten aus Osteuropa. Sein Vater war Altmetallsammler in Akron und in der Arbeiterbewegung aktiv. Aus dieser Zeit hat auch Ovshinsky eine linksliberale soziale Einstellung behalten. Er war weitgehend Autodidakt und arbeitete noch vor seinem High-School-Abschluss (1941) als Maschinist und Werkzeugmacher für die Gummiindustrie, die in der Gegend von Akron stark vertreten war. Kurz nach Ende des Zweiten Weltkrieges gründete er seine erste Firma, die einen neuartigen Antrieb für Drehbänke herstellte. Er verkaufte seine Firma an die New Britain Machine Company in Connecticut, die seine Erfindung unter anderem für die Produktion von Artilleriegranaten im Koreakrieg nutzte.
Anfang der 1950er Jahre befasste er sich auch mit Kybernetik und Neurophysiologie mit dem Ziel der Entwicklung intelligenter Maschinen. 1951 wurde er Forschungsdirektor einer Autofirma (Hupp Motorcar Company) in Detroit, für die er ein elektrisches Getriebe konstruierte. Mit seinem Bruder Herb gründete er eine eigene Firma General Automation, mit der er unter anderem ein mechanisches Modell einer Nervenzelle (Ovitron) entwickelte unter Verwendung von Dünnschicht-Technik mit Chalkogeniden, mit denen er sich auch künftig in seinen Erfindungen beschäftigte. 1960 gründete er mit seiner Frau Iris (einer promovierten Biochemikerin) das Energy Conversion Laboratory (ECL). Hier entwickelte er Phase-Change-Technik mit Chalkogeniden (erste Patente 1961), die später vor allem für optische Datenspeicherung Verwendung fand (CD-RW) und dann in Phase-change Random Access Memory. Bekannt wurden seine Methoden damals auch unter dem Namen Ovonics (für Ovshinsky Electronics). Er war damals in der Verwendung von dünnen Schichten, amorphen Halbleitern und nanostrukturierten Materialien seiner Zeit voraus. Damals knüpfte er auch Kontakte zu Physikern wie John Bardeen, der ihm den Physiker Hellmut Fritzsche von der Universität Chicago schickte, mit dem er danach viel zusammenarbeitete. 1964 wurde die Firma in Energy Conversion Devices (ECD) umbenannt und zog nach Troy (Michigan).
Hier legte er zusammen mit Masahiko Oshitani die Grundlagen für die moderne Technik der NiMH-Akkus und gründete 1982 die Ovonics Battery Company. 1994 erwarb General Motors eine Mehrheitsbeteiligung an der Firma Ovonics, welche die Batterie-Entwicklung, einschließlich der Patente und die Herstellung von großen NiMH-Akkus kontrollierte. Der Erwerb wurde mit dem Ziel begründet, NiMH-Akkus für das Elektroauto GM EV1 zu entwickeln, womit man sich die Zustimmung des Erfinders und Firmengründers Stan Ovshinsky sicherte. Die Version 2 des EV-1 mit NiMH-Akkus wurde 1998 vorgestellt und kam 1999 auf den Markt.
In einem Interview im 2006 veröffentlichten Dokumentarfilm Who killed the electric car? erklärte Ovshinsky, dass die amerikanische Autoindustrie damals die Entwicklung der Elektrofahrzeug-Technik zu verhindern suchte und gegen die CARB-Gesetzgebung vorging. Nach der Lockerung der CARB-Gesetze auf Druck der Autoindustrie wurde das EV1-Programm vom GM beendet, obwohl eine neue Akkugeneration entwickelt war. In Feldversuchen hatte die Ovonics NiMH-Batterie die Reichweite des EV1 auf über 150 Meilen erhöht. GM verkaufte seine Aktienmehrheit an Ovonics an Texaco, welche von Chevron übernommen wurde.
Stanford R. Ovshinsky forschte an Speichermedien wie der CD-RW (einen Prototyp stellte ECD 1970 her) und Dünnfilm-Solarzellen (für die er 1983 eine Methode zur Fließbandfertigung erfand, Continuous amorphous solar cell production system) aus amorphem Silizium zur Herstellung flexibler Solarmodule als Bänder oder Dachschindeln. Er arbeitete in Troy (Michigan) auch an Flüssigkristallbildschirmen (LCDs), Brennstoffzellen und Techniken für Hybridautos.
Nach dem Tod seiner Frau Iris 2006 verließ er ECD und gründete Ovshinsky Innovation LLC.
Ovshinsky war mehrfacher Ehrendoktor (unter anderem Illinois Institute of Technology, University of Michigan, New York Institute of Technology, Wayne State University) und erhielt zahlreiche Auszeichnungen, unter anderem die Rudolf-Diesel-Medaille 1968. 1984 wurde er Fellow der American Physical Society. Er war dreimal verheiratet, seit 2007 in dritter Ehe mit der Physikerin Rosa Young, die bei ECD arbeitete.
Am 17. Oktober 2012 verstarb Ovchinsky an den Folgen von Prostatakrebs.
2015 wurde er in die National Inventors Hall of Fame aufgenommen.